# Wilson Fragoso
Wilson Fragoso (Porto Alegre, 19 de maio de 1929 - São Paulo, 19 de fevereiro de 2019) foi um ator brasileiro de rádio e televisão,  também foi radialista, locutor, apresentador, diretor, cantor e radioator.

## Carreira
Ator de rádio e televisão, ele começou na TV Tupi de São Paulo, onde participou de 15 telenovelas de 1966 a 1979. Faleceu em São Paulo, aos 89 anos de idade, em 19 de fevereiro de 2019, tendo sido sepultado no Cemitério do Araçá.

### No rádio
- Ator de Radionovelas

### Na televisão
- O Cometa (1989) .... Joaquim
- Chapadão do Bugre (1988) .... Delegado Valério Garcia
- Selva de Pedra (1986) .... Seu Túlio (Cego que contrata Cristiano como seu guia)
- Grande Sertão: Veredas (1985) .... Medeiros Vaz
- Rabo de Saia (1984) .... Arcebispo
- Sombras do Passado (1983) .... Alfredo
- Conflito (1982) .... Eduardo
- Gaivotas (1979) .... Rubens
- Salário Mínimo (1978)
- João Brasileiro, o Bom Baiano (1978)
- Um Sol Maior (1977) .... Sebastião
- Os Apóstolos de Judas (1976) .... William
- Meu Rico Português (1975) .... Floriano
- A Revolta dos Anjos (1972)
- Na Idade do Lobo (1972)
- Nossa Filha Gabriela (1971)
- Simplesmente Maria (1970) .... José
- Nino, o Italianinho (1969) .... Renato
- O Rouxinol da Galiléia (1968)
- Amor Sem Deus (1968)
- Antônio Maria (1968) .... Heitor
- Meu Filho, Minha Vida (1967)
- O Anjo e o Vagabundo (1966)
- Somos Todos Irmãos (1966) .... Raul

### No cinema
- Tiradentes, O Mártir da Independência (1977)
- Que Estranha Forma de Amar (1977) .... Luiz Garcia
- O Pequeno Mundo de Marcos (1968) .... Dono